# Josep Maria Llop i Rigol
Josep Maria Llop i Rigol (la Palma de Cervelló, 22 de novembre de 1963) és un polític català. Ha estat diputat al Parlament de Catalunya, alcalde de la Palma de Cervelló i president comarcal del Baix Llobregat de Convergència Democràtica de Catalunya.

## Trajectòria professional
Llicenciat en Dret a la Universitat Autònoma de Barcelona, va cursar estudis de màster de la Comunitat Europea a la Universitat Autònoma de Barcelona, i és màster en Direcció d'Empreses (MBA) i Màrqueting a la Universitat Pace (Nova York).
Ha estat assessor jurídic de l'ONCE a la Delegació de Catalunya. Ha adquirit diverses experiències professionals en empreses dels Estats Units i ha donat classes de Direcció Comercial, de Gestió i de Màrqueting Internacional a la Universitat Pompeu Fabra, FundEmi Institut Químic de Sarrià, a l'Escola Superior de Comerç Internacional i a IES (Institut of Exchange Students, delegació de la Universitat de Chicago).
Ha estat consultor del Departament de la Presidència de la Generalitat de Catalunya en el disseny i el desenvolupament de webs accessibles.
Durant molts anys, ha estat membre actiu del moviment escolta. Va ser l'introductor de l'esquí per a invidents a l'Estat espanyol.

## Trajectòria política
Es va comprometre amb la consecució de la independència municipal de la Palma de Cervelló com a membre actiu de la Comissió Promotora per a la Segregació. Ha estat regidor/vocal d'esports i de cultura de la Comissió Gestora o Ajuntament provisional de la Palma.
Va ser alcalde de la Palma de Cervelló per CiU des del juliol de 1999 fins al juny del 2001. Va passar a ser regidor i cap de l'oposició el 2001, i va recuperar l'alcaldia l'any 2003. Des de l'any 2007 és cap de l'oposició.
L'any 2011 entra al Parlament de Catalunya com a diputat, substituint Antoni Castellà Clavé i sent el primer diputat invident en un parlament autonòmic i el primer en el Parlament de Catalunya (del 17 de gener de 2011 al 2 d'octubre de 2012), on ocupà diversos càrrecs: membre de la Comissió d'Acció Exterior i de la Unió Europea, membre de la Comissió d'Economia, Finances i Pressupost, membre de la Comissió de Cooperació i Solidaritat, membre de la Comissió de Cultura i Llengua, membre del Grup Parlamentari de Convergència i Unió, vicepresident de la Mesa de la Comissió d'Acció Exterior i de la Unió Europea.
Josep Maria Llop fou un dels diputats testimonis del setge al Parlament del 15 de juny del 2011.
Josep Maria Llop és invident. Va fer la Palma de Cervelló famosa per ser el primer alcalde invident de l'Estat espanyol.